# Rzeka tajemnic (film)
Rzeka tajemnic (ang. Mystic River) – amerykański dramat filmowy z 2003 roku w reżyserii Clinta Eastwooda, zrealizowany na podstawie powieści Dennisa Lehane’a pod tym samym tytułem. Zdjęcia kręcono w Bostonie.
Serwis Rotten Tomatoes przyznał filmowi wynik 87%.

## Fabuła
Jimmy Markum (Sean Penn), Sean Devine (Kevin Bacon) i Dave Boyle (Tim Robbins) są przyjaciółmi z dzieciństwa, którzy razem wychowywali się w Bostonie. Ich niewinna, dziecięca przyjaźń została nagle przerwana przez pewne tragiczne wydarzenie. Latem 1975 roku został porwany Dave. Był przez kilka dni więziony i wykorzystywany seksualnie przez dwóch mężczyzn. To traumatyczne wydarzenie zaważyło na życiu chłopca. Przyjaciele ponownie spotykają się po 25 latach, znowu w tragicznych okolicznościach. 19-letnia córka Jimmy’ego, Katie, zostaje zamordowana. Śledztwo prowadzi Sean, który jest policjantem. Pomaga mu jego partner – Whitey Powers (Laurence Fishburne). Funkcjonariusze badają okoliczności zbrodni i jednocześnie pilnują Jimmy’ego, który szuka mordercy na własną rękę. Zrozpaczony ojciec chce go zabić. Tymczasem Sean wpada na trop podejrzanego. Wszystko wskazuje na to, że jest nim Dave. Mężczyzna drugi raz w życiu może stracić wszystko, co udało mu się stworzyć – rodzinę, pracę i spokojne życie.

## Obsada
- Kevin Bacon – Sean
- Sean Penn – Jimmy
- Tim Robbins – Dave
- Laurence Fishburne – detektyw Whitey Powers
- Laura Linney – Annabeth Markum
- Marcia Gay Harden – Celeste Boyle
- Emmy Rossum – Katie
- Cayden Boyd – Michael
- Cameron Bowen – młody Dave
- Kevin Chapman – Val Savage
- Adam Nelson – Nick Savage
- Andrew Blesser – Sibling
- John Doman – kierowca
- Celine du Tertre – Nadine Marcum
- Shawn Fitzgibbon – Pan Reed
- Ari Graynor – Eve Pigeon
- Jason Kelly – młody Jimmy
- Lance Norris – bartender
- Zabeth Russell – Diane Cestra
- Robert Wahlberg – Kevin Savage
- Jillian Wheeler – Sara Marcum
- Scott Winters – detektyw

## Nagrody i nominacje
Film zdobył dwa Oscary w kategoriach Najlepszy Aktor (Sean Penn) i Najlepszy Aktor Drugoplanowy (Tim Robbins). Otrzymał ponadto nominacje do tej nagrody w kategoriach Najlepszy Film, Najlepsza Reżyseria, Najlepszy Scenariusz Adaptowany i Najlepsza Aktorka Drugoplanowa (Marcia Gay Harden).
2003:
- Nagroda Stowarzyszenia krytyków Filmowych z Waszyngtonu:
  - Najlepszy scenariusz adaptowany – Brian Helgerand
  - nominacja za najlepszy film
  - nominacja za reżyserię – Clint Eastwood
  - nominacja za główną rolę męską – Sean Penn
  - nominacja za drugoplanową rolę męską – Tim Robbins
  - nominacja za najlepszy zespół aktorski
- Nagroda Stowarzyszenia Krytyków z Urugwaju dla najlepszego filmu
- Nagroda Stowarzyszenia Krytyków z Południowegowschodu:
  - Najlepszy scenariusz adaptowany – Brian Helgerand
  - Najlepszy aktor drugoplanowy – Tim Robbins
- Nagroda Krytyków Filmowych z Seattle za drugoplanową rolę kobiecą – Marcia Gay Harden
- Nagroda National Board of Review:
  - Najlepszy film
  - Najlepszy aktor – Sean Penn
- Europejska Nagroda Filmowa:
  - nominacja do nagrody dla Nie-Europejskiego Filmu Roku
- 56. MFF w Cannes:
  - Golden Coach – Clint Eastwood
  - nominacja do Złotej Palmy – Clint Eastwood
- Camerimage w Łodzi:
  - nominacja do Złotej Żaby – Tom Stern
- Nagroda Stowarzyszenia Krytyków z Bostonu:
  - Najlepszy film
  - Najlepszy zespół aktorski – Kevin Bacon, Laurence Fishburne, Marcia Gay Harden, Laura Linney, Sean Penn i Tim Robbins

2004:
- nominacja do Nagrody Amerykańskiej Gildii Scenarzystów za najlepszą adaptację – Brian Helgerand
- Nagroda Koła Krytyków z Vancouver dla najlepszego aktora – Sean Penn
- Nagroda USC Scripter za najlepszą adaptacje książki na film – Brian Helgerand na podstawie powieści Dennisa Lehane’a
- Nagroda Amerykańskiej Gildii Aktorów Filmowych:
  - najlepsza drugoplanowa rola męska w filmie kinowym – Tim Robbins
  - nominacja za główną rolę męską w filmie kinowym – Sean Penn
  - nominacja za najlepszą obsadę w filmie kinowym – Kevin Bacon, Laurence Fishburne, Marcia Gay Harden, Laura Linney, Sean Penn i Tim Robbins
- Golden Satellite Awards:
  - Najlepszy scenariusz adaptowany – Brian Helgerand
  - Najlepszy aktor dramatyczny – Sean Penn
  - nominacja za najlepszy film dramatyczny
  - nominacja za reżyserię – Clint Eastwood
  - nominacja za zdjęcia – Tom Stern
  - nominacja za dźwięk – Alan Robert Murray, Bub Asman, Michael Semanick, Christopher Boyes, Gary Summers
  - nominacja za montaż – Joel Cox
  - nominacja za drugoplanową rolę kobiecą w dramacie – Marcia Gay Harden
- Festiwal Sant Jordi w Barcelonie:
  - Nagroda Sant Jordi dla najlepszego filmu zagranicznego – Clint Eastwood
- Robert Festiwal w Kopenhadze:
  - nominacja do nagrody Robert dla najlepszego filmu amerykańskiego
- Nagroda Stowarzyszenia Krytyków Filmowych z Phoenix za drugoplanową rolę męską – Tim Robbins
- nominacja do Nagrody Amerykańskiej Gildii Producentów za najlepszą produkcje roku – Robert Lorenz, Judie Hoyt, Clint Eastwood
- PEN Center USA West Literary Award za scenariusz – Brian Helgerand
- Nagrody Online Film Critics Society:
  - nominacja za najlepszy film
  - nominacja za reżyserię – Clint Eastwood
  - nominacja za scenariusz adaptowany – Brian Helgerand
  - nominacja za główną rolę męską – Sean Penn
  - nominacja za drugoplanową rolę męską – Tim Robbins
- Nagroda Narodowego Stowarzyszenia Krytyków Filmowych za reżyserię – Clint Eastwood
- nominacja do nagrody Amerykańskiej Gildii Montażystów – inżynier dźwięku – Wade Wilson; główny montażysta dialogów: Coldsnow-Smith Lucy, Juno J. EllisAlan Robert Murray; montaż dialogów: Karen Spangenberg, Gloria D’Alessandro, Robert Troy, Andrea Horta
- Nagroda Londyńskiego Koła Krytyków Filmowych:
  - Reżyser roku – Clint Eastwood
  - Aktor roku – Sean Penn
- Nagroda Stowarzyszenia Krytyków Filmowych z Las Vegas dla najlepszego aktora – Sean Penn
- Nagroda Stowarzyszenia Krytyków Filmowych z Kansas City dla najlepszego aktora – Sean Penn